# 谷街道

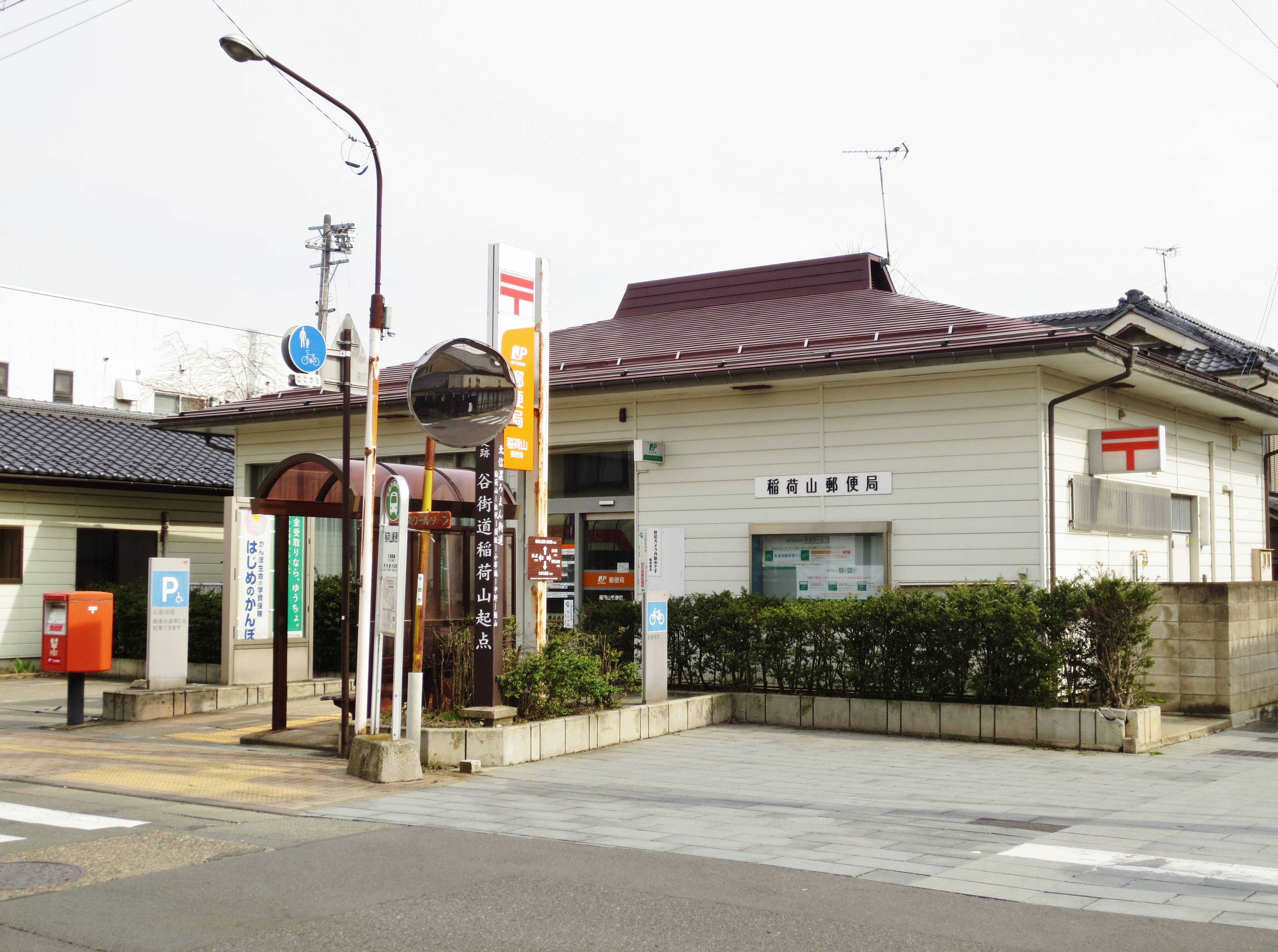
谷街道起点・稲荷山宿
（稲荷山郵便局）

谷街道（たにかいどう）とは、信濃国稲荷山（長野県千曲市）を起点として、千曲川東岸を北上して信濃国飯山（長野県飯山市）に至る街道。江戸時代の宿駅制度の街道、往来ではないため、宿駅も定まっていない。

## 概要
北国西街道最大の宿場町稲荷山宿から分岐して千曲川を渡り、対岸の北国街道矢代宿から松代藩・須坂藩・天領（小布施・中野）を経由して飯山藩に至り、越後へと向かう十日町街道に合流する。矢代宿から川田宿までは北国街道の脇道である松代道と重なる。
現在、千曲市（稲荷山）から中野市までは国道403号が踏襲しており、旧稲荷山宿にある起点の標識（稲荷山郵便局前）には、「しなの浪漫街道」と表記されている。

## 代表的な宿駅
- 稲荷山宿（長野県千曲市）
- 矢代宿（長野県千曲市）
- 松代城下（長野県長野市）
- 川田宿（長野県長野市）
- 須坂宿（長野県須坂市）
- 小布施宿（長野県上高井郡小布施町）
- 中野宿（長野県中野市）
- 飯山城下（長野県飯山市）